# Anticlea sibirica
Anticlea sibirica là một loài thực vật có hoa trong họ Melanthiaceae. Loài này được (L.) Kunth miêu tả khoa học đầu tiên năm 1843.